# Khaleegy (danza)

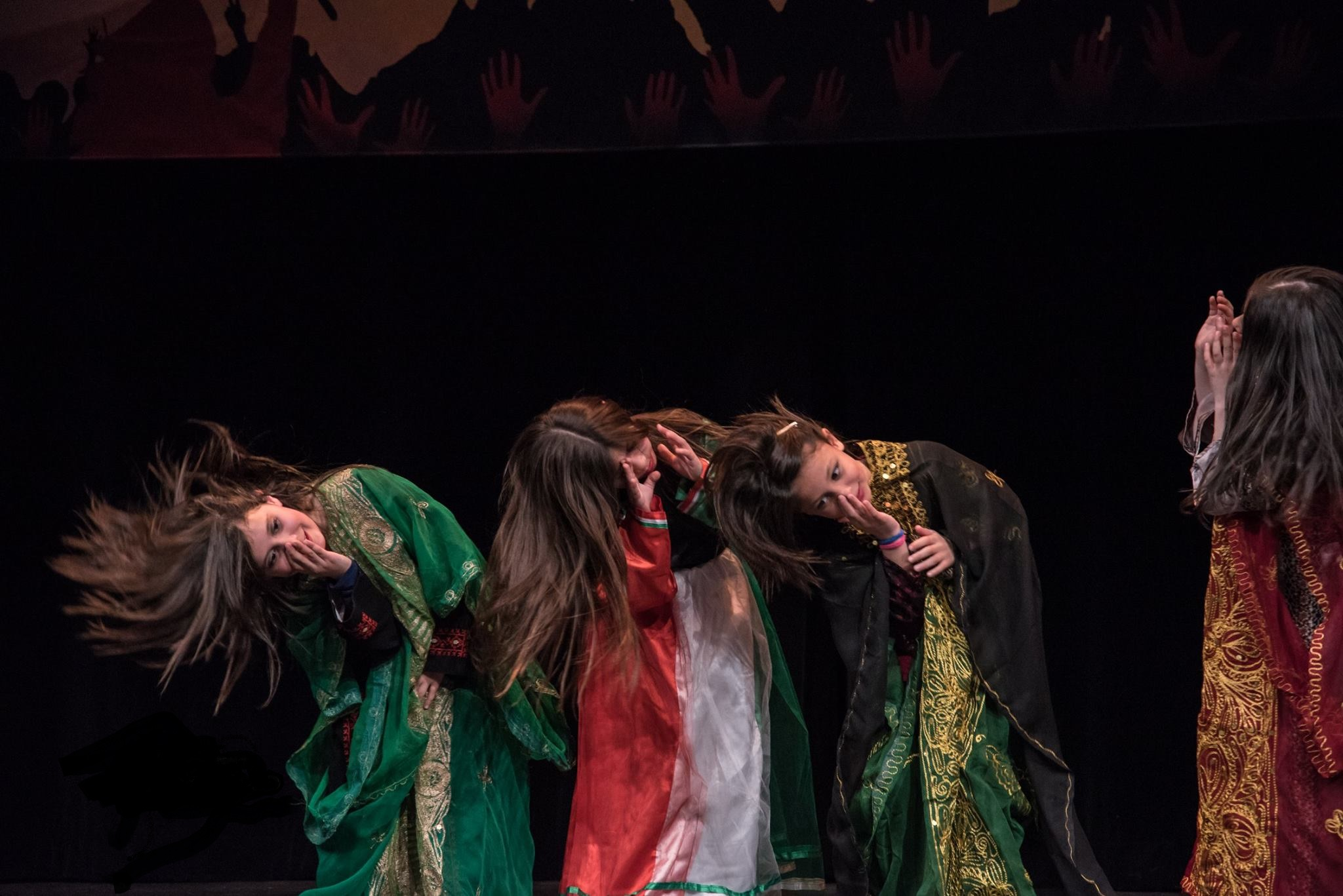
Bailarinas interpretando la danza Khaleegy

Khaleegy o Khaliji (de árabe خليج) es un baile que mezcla los estilos moderno y tradicional del Golfo Pérsico y otros países de la península arábiga: Arabia Saudita, Kuwait, Omán, Baréin, Catar y los Emiratos Árabes Unidos. El nombre significa «golfo» en el árabe y lo bailan las mujeres en acontecimientos sociales, como bodas. Recientemente lo ha devenido muy popular entre bailarinas de danza árabe.

## Atuendo
El traje tradicional de khaleegy es una túnica ancha y rectangular, conocida como thobe. La tela generalmente es transparente, de cualquier color, para crear un efecto traslúcido. Esta bordado en el área del pecho, cuello y muñecas con adornos y ornamentos brillantes. Como accesorios se utilizan collares, brazaletes y aretes llamativos. El cabello luce suelto y despeinado.

## Composición y significado
Khaleegy es una danza alegre y expresiva que se baila en acontecimientos de celebración y festividad. El baile implica complicidad entre las mujeres con movimientos muy rítmicos. Las partes del cuerpo que más se mueven son las manos y la cabeza. El cabello, junto con el thobe, es uno de los elementos principales de la danza, ya que se mueve de forma exagerada de lado a lado, en círculos o de otras formas.

## Música
La danza khaleegy va acompañada de música saudí tradicional. Los ritmos más utilizados son el adani (de la península arábiga, original de Yemen) y Nagazy. La música suele estar acompañada por el sonido de palmas y aplausos.